# Jászapáti
Jászapáti is een plaats (város) en gemeente in het Hongaarse comitaat Jász-Nagykun-Szolnok. Jászapáti telt 9913 inwoners (2001).